# Evangelický hřbitov v Lyžbicích
Evangelický hřbitov v Lyžbicích se nachází ve městě Třinec, v části Lyžbice, a to na ul. Požárnické. Má rozlohu 3106 m² (bez pozemku s kaplí).

## Historie
Evangelický (luterský) hřbitov v Lyžbicích byl založen roku 1850. Nachází se na něm zděná hřbitovní kaple z roku 1871, která nahradila původní dřevěnou kapli. Hřbitov je ve vlastnictví sboru SCEAV v Třinci, který je od roku 2013 opětovně i jeho provozovatelem.
K význačným osobnostem pohřbeným na lyžbickém hřbitově patří senior Józef Fukała.
Dne 7. září 2014 byl na hřbitově odhalen Pomník nenarozeného dítěte.

## Galerie

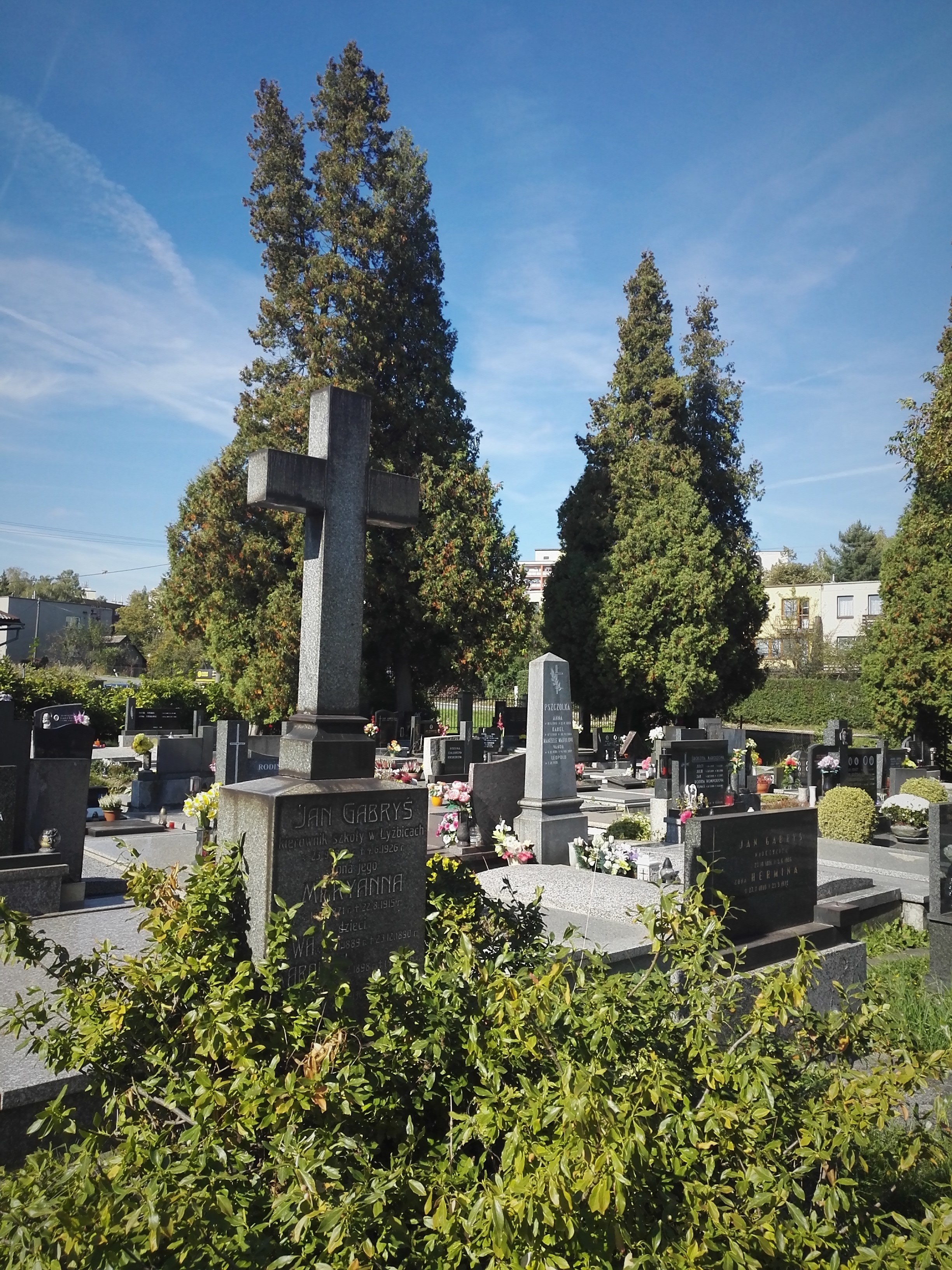
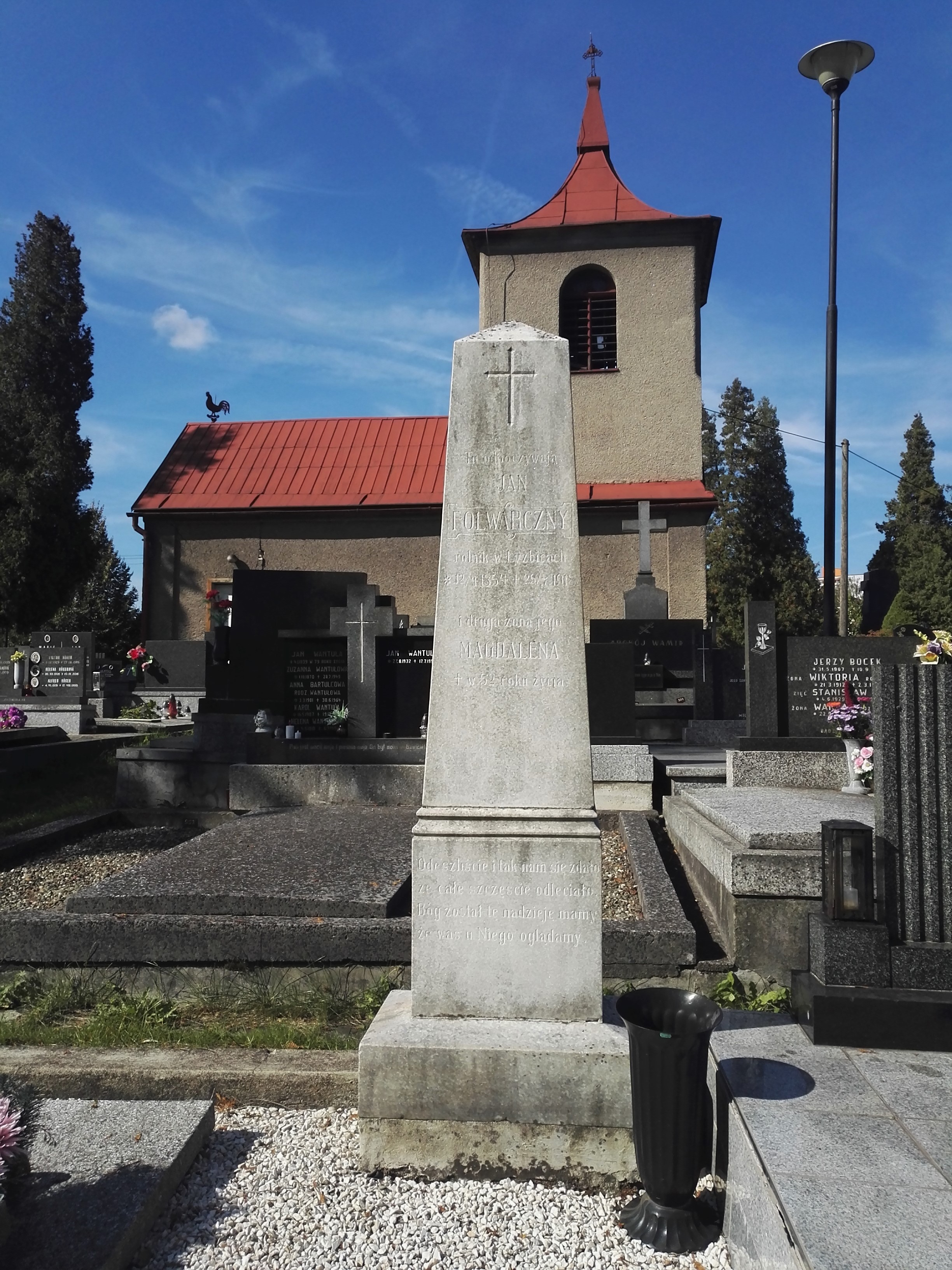
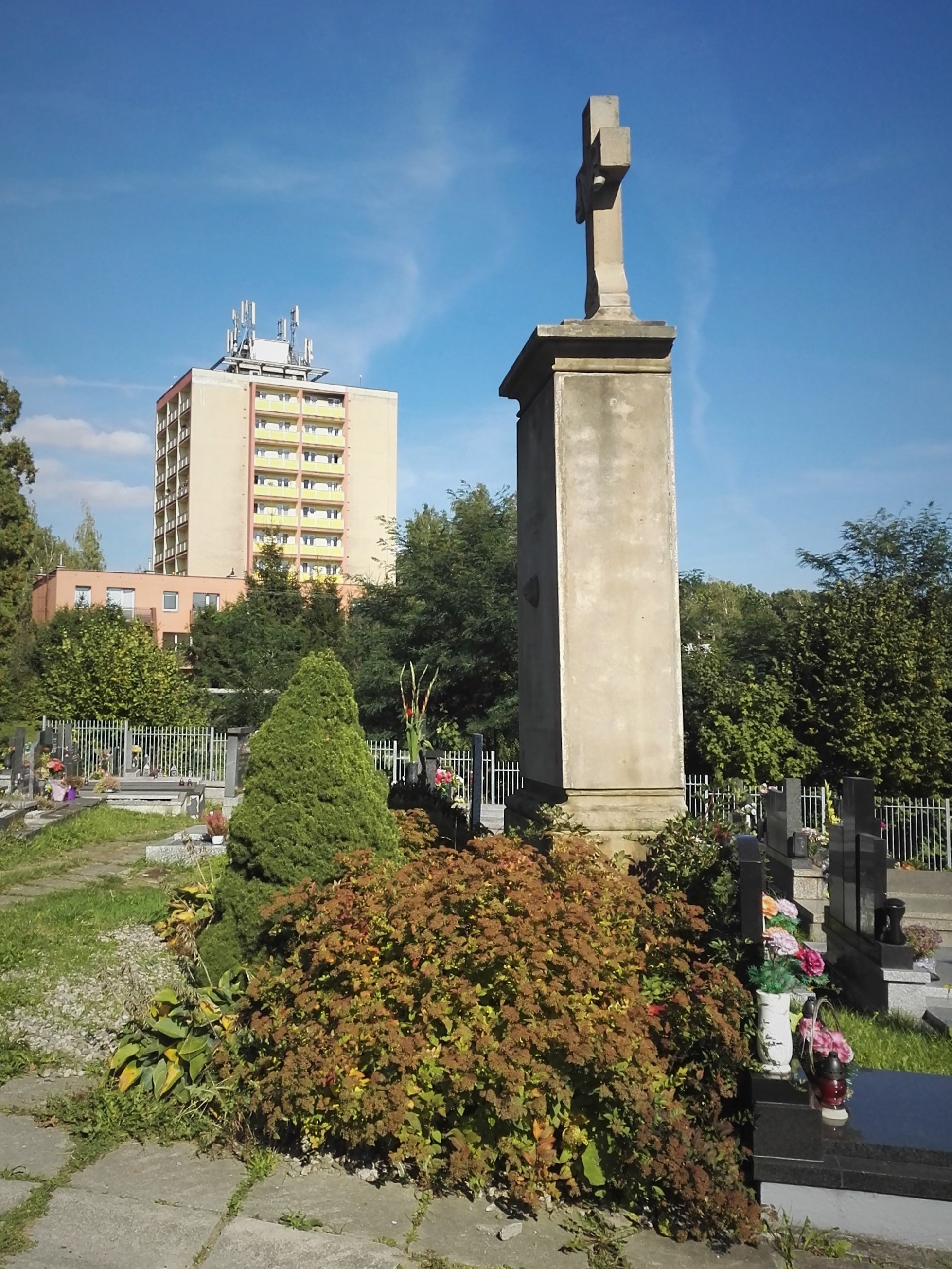